# Bösentrift
Bösentrift är en bergstopp i Schweiz. Den ligger i distriktet Visp och kantonen Valais, i den södra delen av landet. Toppen på Bösentrift är 3 248 meter över havet.
Trakten runt Bösentrift utgörs av kala bergstoppar eller den är täckt av is och snö.